# Molenbeek-Saint-Jean
Molenbeek-Saint-Jean în franceză sau Sint-Jans-Molenbeek în neerlandeză (ambele sunt denumiri oficiale) este una din cele 19 comune din Regiunea Capitalei Bruxelles, Belgia. Este situată în partea de nord-vest a aglomerației Bruxelles, și se învecinează cu comunele Bruxelles, Anderlecht, Berchem-Sainte-Agathe, Koekelberg și Jette din Regiunea Capitalei și cu comuna Dilbeek situată în Regiunea Flandra. Numele Molenbeek provine din cuvintele flamande pentru moară (molen) și pârâu (beek), iar Saint-Jean/Sint-Jans indică parohia Sfântul Ioan. 

## Istoric
Prima menționare a satului Molenbeek datează din anul 985. În secolul al XIII-lea satul devine parte a orașului Bruxelles dar își păstrează caracterul rural până în secolul al XVIII-lea. Odată cu deschiderea canalului Bruxelles-Charleroi în perioada Revoluției Industriale localitatea se dezvoltă, devenind prosperă datorită activităților comerciale și de manufactură ce se dezvoltă aici. Oportunitățile industriale au atras numeroși noi locuitori, inițial originari din celelalte provincii belgiene, apoi din Franța și din alte țări europene iar mai târziu din țările din Africa de Nord, creând o societate multiculturală. La sfârșitul secolului XIX orașul Bruxelles reintegrează zona prosperă a canalului. Aceasta, împreună cu declinul industrial ce începe la sfârșitul primului război mondial a dus la sărăcirea accentuată a comunității. Numeroase proiecte de revitalizare urbană sunt în desfășurare actualmente în diverse cartiere ale comunei.

## Demografie
Imigranții magrebieni constituie majoritatea în acest cartier, iar șomajul în rândul tinerilor ajunge la 60%.
În anul 2016, cartierul a făcut obiectul unui serial de presă despre viața musulmanilor de aici.

## Orașe înfrățite
- Levallois-Perret, Franța;
- Oujda Sidi Ziane, Maroc;